# Monoxia obesula
Monoxia obesula är en skalbaggsart som beskrevs av Blake 1939. Monoxia obesula ingår i släktet Monoxia och familjen bladbaggar. Inga underarter finns listade i Catalogue of Life.